# Dion Smith
Dion Smith   (Taupaki, 3 de març de 1993) és un ciclista neozelandès que actualment milita a l'equip Intermarché-Circus-Wanty. En el seu palmarès destaca la Coppa Sabatini de 2020.

## Palmarès
- 2013
  - Vencedor d'una etapa del McLane Pacific Classic
- 2014
  - Vencedor d'una etapa del Redlands Bicycle Classic
- 2015
  - 1r al Cascade Cycling Classic i vencedor d'una etapa
- 2016
  - 1r al REV Classic
  - 1r al Beaumont Trophy
- 2020
  - 1r a la Coppa Sabatini-GP de Peccioli
- 2025
  - 1r a la Volta Limburg Classic

### Resultats al Tour de França
- 2017. 124è de la classificació general
- 2018. 97è de la classificació general
- 2023. 111è de la classificació general

### Resultats a la Volta a Espanya
- 2019. 83è de la classificació general
- 2020. 74è de la classificació general

### Resultats al Giro d'Itàlia
- 2024. 89è de la classificació general
- 2025. Abandona a la 6a etapa